# L Catterton
L Catterton è una multinazionale americana di private equity. Fondato a Greenwich, Connecticut nel 1989, il fondo ha effettuato oltre 250 investimenti in marchi di tutti i segmenti dell'industria dei beni di consumo. L'azienda è guidata dai co-CEO J. Michael Chu e Scott Dahnke. Originariamente il fondo si chiamava "Catterton Partners", poi nel 2016 si è fuso con il family office di Bernard Arnault e LVMH per creare L Catterton.
Nel 2023 il fondo gestiva un patrimonio netto (AUM) di 33 miliardi di dollari.

## Storia
Catterton è stato fondato nel 1989 come Catterton-Simon Partners da Carl Frischkorn (famiglia Catterton), dal suo contabile Frank Vest e J. Michael Chu, insieme all'ex ministro del Tesoro americano William E. Simon. Tra il 1992 e il 2002, la società ha investito in noti marchi di consumo tra cui PF Chang's, Odwalla e Baja Fresh. Nel 2001, l'azienda ha cambiato per la prima volta nome in Catterton Partners.

### L'espansione (2002-2016)

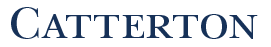
Logo di Catterton Partners, 2015

Tra il 2002 e il 2016, Catterton ha completato gli investimenti in numerose attività di crescita dei consumatori tra cui Peloton, Build-A-Bear Workshop, Ferrara Candy Company, Outback Steakhouse, Restoration Hardware, Wellness Pet Company e Kettle Foods.
Nel 2003, Scott Dahnke è entrato a far parte dell'azienda come co-direttore. Nel 2008, la società ha lanciato il suo primo fondo di crescita destinato agli investimenti in aziende in crescita dalla fase iniziale a quella avanzata. Questi investimenti includevano Vroom, Sweaty Betty, Il Makiage, Sweet Leaf Tea Company e Tula. Nel 2013, l'azienda ha lanciato il suo fondo per l'America Latina mirato agli investimenti in società in crescita in quel mercato. Tra gli investimenti degni di nota nella strategia per l'America Latina figurano Cholula Hot Sauce e NotCo.

### Accordo con Bernard Arnault (2016)
Nel gennaio 2016, Catterton, LVMH e Financière Agache (precedentemente Groupe Arnault), la holding di famiglia di Bernard Arnault, hanno collaborato per creare L Catterton con rispettivamente il 60% e il 40%. La partnership ha combinato le operazioni di private equity esistenti di Catterton in Nord America e America Latina con le preesistenti operazioni di private equity e immobiliari europee e asiatiche di LVMH e Groupe Arnault. La società risultante dalla fusione, chiamata L Catterton, investe a livello globale (con 18 uffici e due sedi centrali, Greenwich e Londra) da sei piattaforme di fondi: L Catterton Flagship Buyout, L Catterton North American Growth, L Catterton Latin America, L Catterton Europe, L Catterton Asia e L Catterton Real Estate.  Nel 2020, L Catterton ha raccolto oltre 5 miliardi di dollari per il suo nono fondo di buyout e oltre 950 milioni di dollari per il suo quarto fondo di crescita

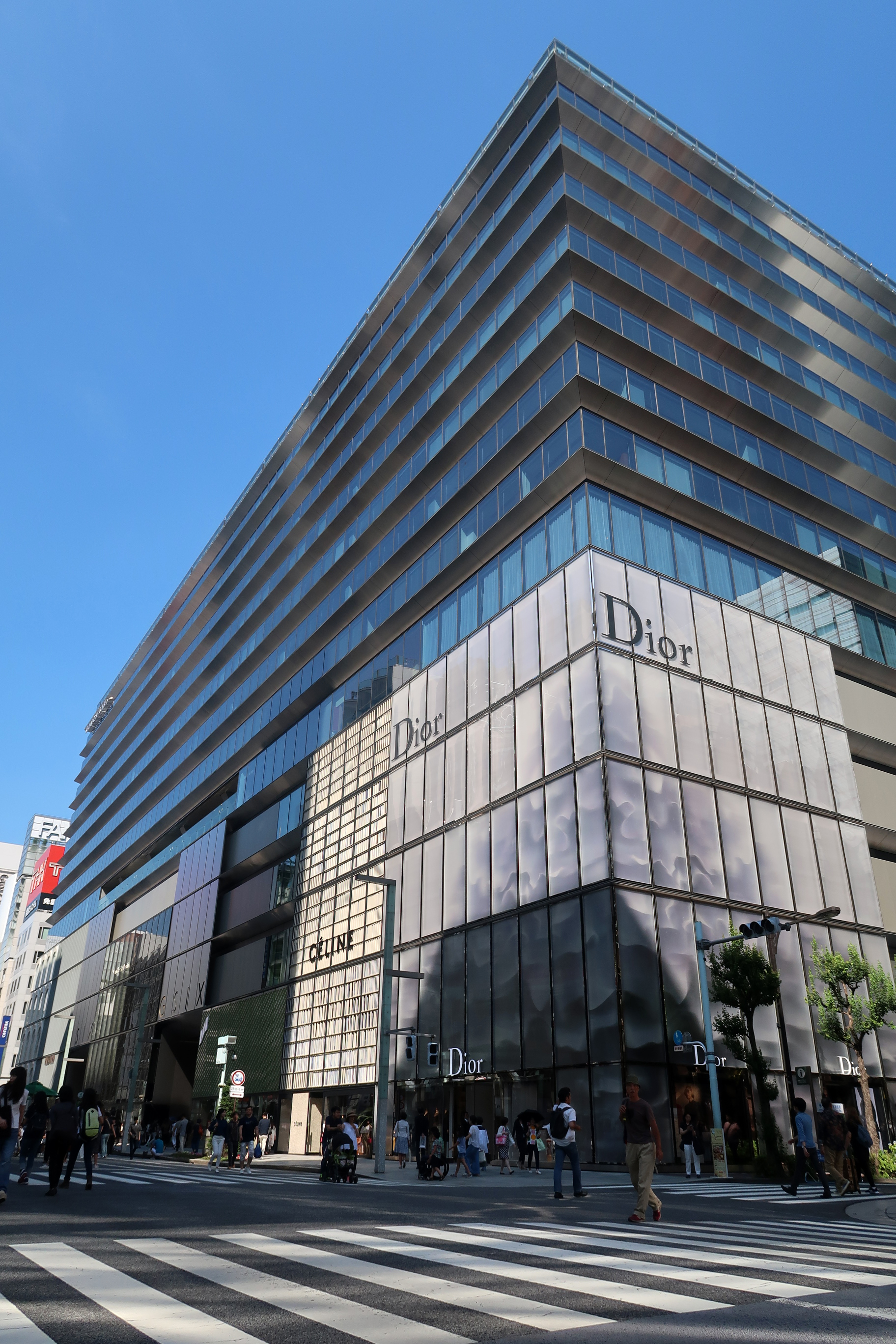
Vista esterna di Ginga Six a Tokio

Nel maggio 2021, Private Equity International ha elencato L Catterton come la 32a più grande società di private equity al mondo in base al capitale raccolto nei cinque anni precedenti, coinvolgendo numerosi investitori esterni, tra cui il fondo sovrano di Singapore GIC Private Limited.
L Catterton viene descritto dalla rivista economica Challenges come il “braccio armato degli investimenti non di lusso di Bernard Arnault”.

### Gli investimenti
L Catterton è un fondo “attivo” che detiene partecipazioni in circa 200 aziende, con un elevato ritorno sugli investimenti, dell'ordine del 15-25% netto ogni anno 5 . Di fronte alla concorrenza di altri fondi come Carlyle] Cinven, Blackstone o Advent,  il nome di “LVMH apre le porte”.
Numerosi gli investimenti importanti: il colosso tecnologico indiano Jio Platform, Ainsworth Pet Nutrition, Peloton, Nature's Variety,  Freetrade, il Miami Design District, Cover FX, e Ginza Six.
Gli investimenti nel settore beauty: Intercos, Elemis, Etvos, Maria Nilla e Oddity.
Altri investimenti sino al 2022: Savage x Fenty, Pinarello,  Ganni, Dominio del Plata Winery, Zenyum, impresa di produzione dentaria con sede a Singapore, Bliss, azienda di generi alimentari statunitense, Leslie's, Kodiak Cakes, Etro (acquistato il 60& mentre il 40% rimane alla omonima famiglia milanese), West Marine, Jott, marchio di abbigliamento outdoor marsigliese, Birkenstock, azienda tedesca di sandali, acquistata nel 2021 con un investimento di 4 miliardi di euro; nel 2023 la società è stata quotata a Wall Street con una valutazione pari al doppio di quanto pagato due anni prima.
Nel gennaio 2024 L Catterton ha lanciato un'OPA (offerta pubblica d'acquisto) su Tod's (marchi:Hogan, Fay e Roger Vivier) per ritirarlo dalla Borsa di Milano. L'operazione è fatta insieme alla famiglia Della Valle (54%) e a LVMH (10%).
Il 26 aprile 2024 L Catterton ha firmato l'accordo per l'acquisizione, valutata oltre 1,5 miliardi di euro, della maggioranza (circa il 70%) di KIKO Milano, una catena internazionale attiva nel mondo beauty con 1.100 profumerie e fondata alla fine degli anni '90 dalla famiglia Percassi a Bergamo. Antonio Percassi resta come presidente.